# Rudolfine Muhr
Rudolfine „Fini“ Muhr (* 5. September 1900 in Wien; † 26. Oktober 1984 ebenda) war eine österreichische Politikerin (SPÖ).

## Leben
Rudolfine Muhr wurde als Tochter einer Arbeiterfamilie geboren. Als Kind begleitete sie oft ihre Mutter auf ihrer Tour, die Tageszeitungen, unter anderem auch die Arbeiter-Zeitung kolportierte. Nach Besuch der Volks- und Bürgerschule musste Muhr ab ihrem 14. Lebensjahr als Metallarbeiterin ihren Lebensunterhalt bestreiten. Sie trat der Gewerkschaft bei und war bereits mit 18 Jahren Betriebsrätin.
Nachdem 1934 die Sozialdemokratie verboten worden war, engagierte sich Muhr illegal für ihre Wertegemeinschaft, und wurde dabei mehrmals verhaftet, zuletzt auch von der Gestapo.
Nach dem Zweiten Weltkrieg wurde Muhr Angestellte bei der ÖBB, wo sie als Assistentin einen Verwaltungsjob übernahm.
1945 zog sie als Abgeordnete der SPÖ in den Wiener Landtag und Gemeinderat ein, dem sie bis 1949 angehörte. Danach folgte ihr Wechsel in den Bundesrat. Der Länderkammer gehörte sie daraufhin 20 Jahre, bis 1969, an.
Innerhalb ihrer Partei zählte Muhr zu den Gründungsmitgliedern der SPÖ im Wiener Gemeindebezirk Hietzing und machte sich in der sozialdemokratischen Frauenbewegung stark. Von 1959 bis 1963 war Muhr SPÖ-Bundesfrauensprecherin.
Bereits 1947 zählte sie mit Josef Afritsch, Wilhelmine Moik und Bruno Kreisky zu den Gründungsmitgliedern der Volkshilfe.
Muhr wurde am Friedhof der Feuerhalle Simmering bestattet (Abteilung MRG, Nummer 74).

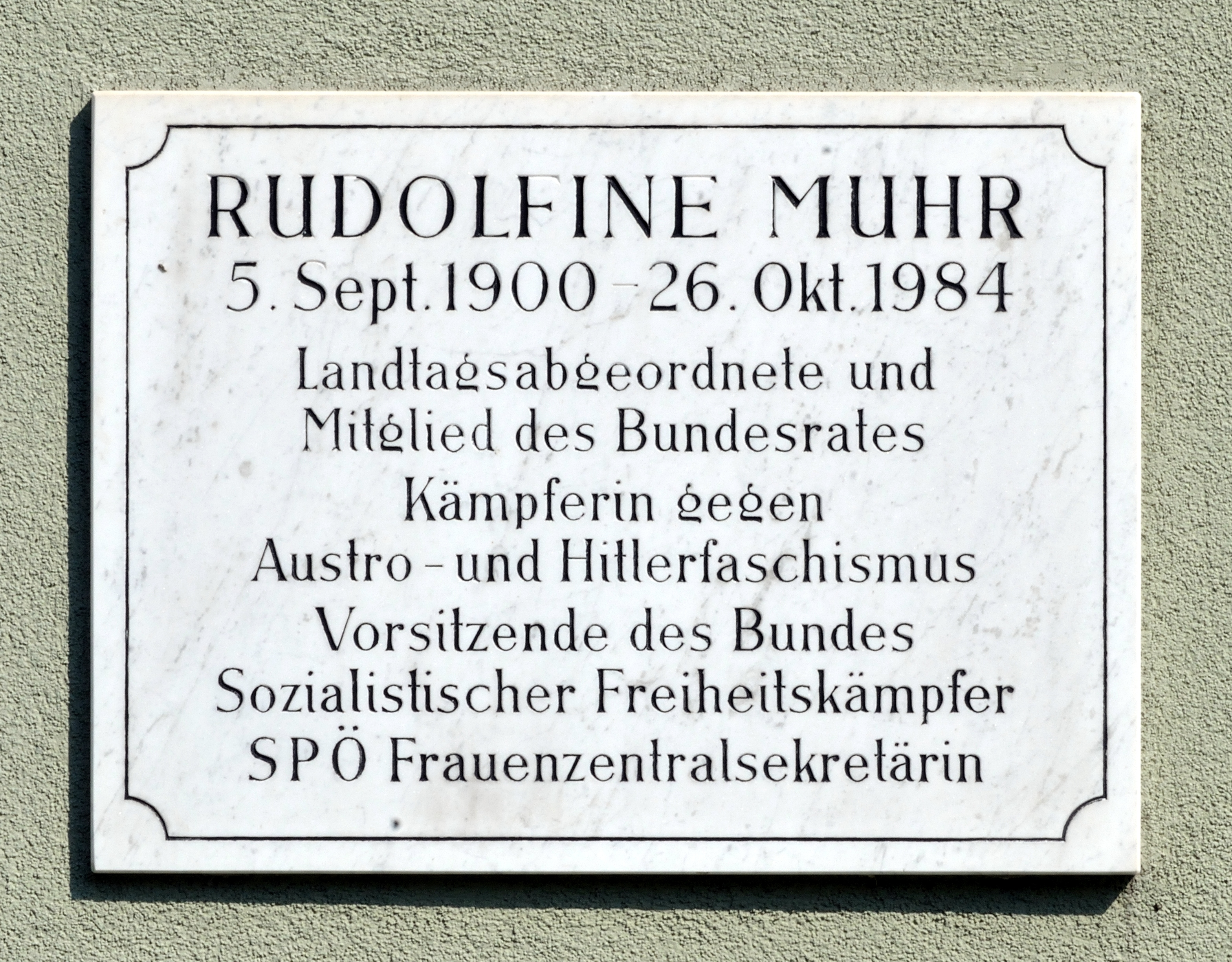
Gedenktafel am Rudolfine-Muhr-Hof

## Auszeichnung
- 1977 erhielt Muhr das Ehrenzeichen für Verdienste um die Befreiung Österreichs verliehen.[1]
- Seit 1988 trägt eine Wohnhausanlage im 13. Wiener Gemeindebezirk Hietzing, in der Elisabethallee, den Namen Rudolfine-Muhr-Hof.